# Ulrike Maisch

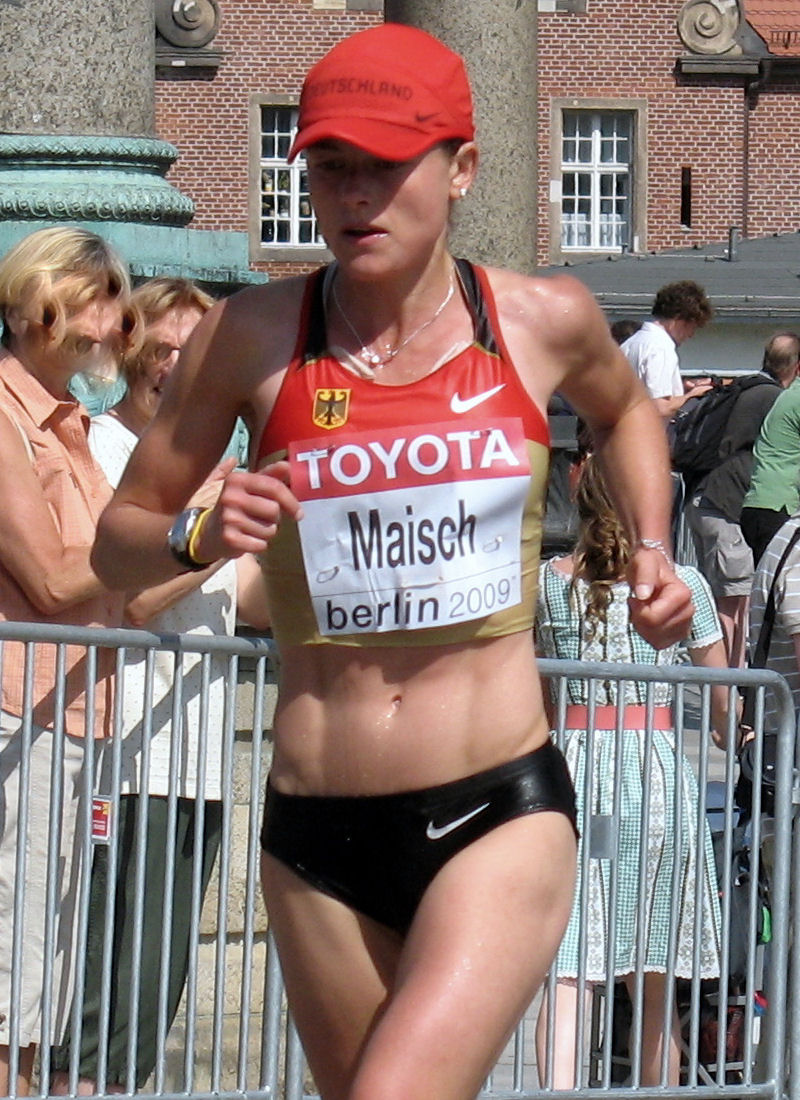
Ulrike Maisch

Ulrike Maisch, född den 21 januari 1977, är en tysk friidrottare som tävlar i maratonlöpning.
Maisch deltog vid EM 2002 i München där hon slutade åtta. Vid VM 2003 blev hon 20:e kvinna. Hon deltog även vid Olympiska sommarspelen 2004 men fullföljde då aldrig tävlingen.
Hennes främsta merit är guldet vid EM 2006 i Göteborg då hon vann på det nya personliga rekordet 2:30.01.